# N'Djamenas internationella flygplats
N'Djamenas internationella flygplats, franska: Aéroport international de N'Djaména, arabiska: مطار انجمينا الدولي, är en internationell flygplats i Tchad. Den ligger i den nordvästra delen av landets huvudstad N'Djamena och är landets största flygplats, samt dess enda internationella flygplats.
Flygplatsen delar landningsbana med Tchads flygvapen. En fransk militärbas finns sedan på området sedan 1986.